# Oban (Scozia)
Oban (in gaelico scozzese An t-Òban;
8.000 ab. ca.) è una cittadina della costa centro-occidentale della Scozia (Regno Unito), affacciata sul Firth of Lorne (Oceano Atlantico) e appartenente dal punto di vista amministrativo alla contea di Argyll (sud-ovest della regione delle Highlands).
La cittadina è un punto di partenza per i traghetti diretti ad alcune isole appartenenti all'arcipelago delle Ebridi Interne.
È sede vescovile delle due diocesi di Argyll e delle Isole, sia quella della Chiesa episcopale scozzese, sia quella cattolica, la cui cattedrale ("donata" dalla famiglia del marchese di Bute) domina la cittadina.
Qui nel 1794 è stata fondata la Oban Distillery, una delle più famose distillerie di scotch whisky della Scozia, la cui visita permette di scoprire tutti i segreti della lavorazione di questa preziosa bevanda.
La città è dominata dalla McCaig's Tower, una costruzione che ricorda moltissimo il Colosseo.
Se si esamina la tabella climatica della città si può osservare come le temperature più alte si registrino nel mese di luglio; la minima, invece, sfiora gli 0 gradi C nei primi mesi dell'anno. La pioggia è presente in modo più o meno significativo in tutti i mesi.

## Amministrazione

### Gemellaggi
- Laurinburg
- Gorey, County Wexford (Irlanda)